# ام حبیبه
ام حبیبه بنت ابی‌سفیان (به عربی: أم حبيبة بنت أبي سفيان) یکی از همسران محمد پیامبر اسلام بود.

## زندگی
او دختر ابوسفیان بن حرب و همسرش صفیه بنت ابی‌عاص بود. پدرش ابوسفیان رئیس خاندان بنی‌امیه و رهبر قبیله قریش و قدرتمندترین مخالف محمد در مکه بود. اما بعداً اسلام را پذیرفت و مسلمان شد. مادرش دختر ابوالعاص بن امیه و همچنین عمه عثمان بن عفان و مروان بن حکم بود.
شوهرش عبیدالله بن حجش برادر زینب بنت جحش همسر دیگر محمد بود.
او و همسرش عبیدالله بن جحش، از اولین کسانی بودند، که مسلمان شده و به حبشه هجرت کرده بودند، تا از آزار و اذیت مشرکان مکه در امان باشند. در آنجا دخترش حبیبه بنت عبیدالله را به دنیا آورد.
عبیدالله به دین مسیحیت پیوست و از همسرش خواست تا او نیز به این آیین بپیوندد اما وی نپذیرفت و بر اسلام پایداری نمود. پس از مرگ عبیدالله در حبشه محمد کسی را فرستاد تا از وی برای خودش خواستگاری کرده و او را به مدینه بازگرداند.

#### پس از وفات پیامبر اسلام
از او و احوالاتش پس از وفات پیامبر اسلام خبر چندانی در دست نیست؛ بیشترین اخباری که از زندگانی ام‌حبیبه پس از رحلت محمد به ما رسیده مربوط می‌شود به وقایع ایام محاصره و قتل عثمان بن عفان و حوادث پس از آن است. عثمان که در محاصره معترضان گرفتار شده بود به سوی علی و ام‌حبیبه و زبیر و سایر زنان پیامبر کس فرستاد و از آنها تقاضای آب و غذا کرد.علی بن ابی طالب به کمک او شتافت؛ اما موفق نشد. سپس ام‌حبیبه سوار بر استری شد نزد آنان آمد و به بهانه این که وصیت‌نامه‌های بنی امیه نزد عثمان است و من آنها را می‌خواهم تا مبادا اموال یتیمان و بیوه‌زنان از بین برود، سعی کرد وارد خانه عثمان شود و متاعی که همراه داشت به عثمان برساند؛ اما معترضین با او مخالفت کرده افسار استر را بریدند نزدیک بود که او از استر بیفتد نزدیک بود بمیرد که مردم او را گرفته به خانه بردند.

#### وفات
بنابر روایتی او به دمشق نیز سفر کرده است.حتی برخی وفات او را در همانجا دانسته‌اند به طوری که در کنار قبرستان باب الصغیر مزاری نیز به نام وی منسوب است؛ ما چنان که در برخی روایات آمده، وی در سال ۴۴ یا سال ۵۹  به سن هفتاد و چهار سالگی در مدینه درگذشت مروان بن حکم بر او نماز خواند و در قبرستان بقیع دفن گردید.